# Tiberius Sempronius Gracchus (Konsul 177 v. Chr.)
Tiberius Sempronius Gracchus der Ältere (* um 220 v. Chr.; † um 150 v. Chr.) war ein römischer Politiker des 2. Jahrhunderts v. Chr. Er unterstützte als Volkstribun den im Verlauf der Scipionenprozesse verurteilten Lucius Cornelius Scipio, obwohl er ein politischer Gegner der Scipionen war. In seiner Prätur 180 v. Chr. erhielt er Hispania citerior als Provinz und kämpfte dort erfolgreich gegen die Keltiberer. Auch in den beiden folgenden Jahren setzte er den Krieg fort und schloss schließlich 178 v. Chr. mit dem iberischen Stamm einen langfristigen Frieden. Für diese Kriegstaten durfte er einen Triumph abhalten und 177 v. Chr. sein erstes Konsulat antreten, in welcher Stellung er in bis ins folgende Jahr dauernden Kämpfen einen Aufstand sardischer Stämme niederschlug. Dafür wurde ihm 175 v. Chr. ein zweiter Triumph gewährt. Die ihm 169 v. Chr. übertragene Censur übte er sehr streng aus und ging vor allem gegen römische Kapitalisten vor. 165 und 161 v. Chr. reiste er als Gesandter in die Staaten des hellenistischen Ostens und war 163 v. Chr. zum zweiten Mal Konsul. Verheiratet war er mit Cornelia, einer Tochter des Publius Cornelius Scipio Africanus, mit der er die beiden als Volkstribunen bekannten Söhne Gaius und Tiberius Sempronius Gracchus hatte.

## Leben

### Abstammung und frühes Leben
Tiberius Sempronius Gracchus stammte aus der plebejischen Nobilität und gehörte damit zur Führungsschicht der römischen Republik. Er war der Sohn eines nicht näher bekannten, wahrscheinlich jung verstorbenen Publius Sempronius Gracchus und der Enkel des Konsuls von 238 v. Chr., Tiberius Sempronius Gracchus. Außerdem war er wohl der jüngere Bruder des Volkstribunen von 189 v. Chr., der den gleichen Namen wie sein Vater führte.
Über die frühe Laufbahn (Cursus honorum) des Gracchus liegen nur ungenügende Informationen vor. 190 v. Chr. nahm er unter dem Konsul Lucius Cornelius Scipio in bereits angesehener Stellung am Krieg gegen Antiochos III. von Syrien teil. Als sich das römische Heer in Griechenland befand, begab er sich auf Befehl des Konsuls und von dessen Bruder Publius Cornelius Scipio Africanus aus dem römischen Militärlager in Amphissa als Gesandter zu Philipp V. von Makedonien, um dessen Haltung gegenüber Rom zu erkunden. Die konsularische Armee musste nämlich auf ihrer Expedition gegen den Seleukidenkönig Philipps Territorium passieren. Den weiten Weg von Amphissa nach der makedonischen Hauptstadt Pella legte Gracchus in drei Tagen zurück, wurde von Philipp V. zuvorkommend empfangen und vollendete seine Rückreise mit derselben Geschwindigkeit.

### Rolle während der Scipionenprozesse; Ädil
Der Dienst unter den beiden scipionischen Brüdern hatte indessen Gracchus nicht zum Anhänger dieser Männer und ihrer Politik gemacht; im Gegenteil erscheint er einige Jahre später als Volkstribun unter ihren entschiedenen politischen Gegnern. Er spielte damals eine wichtige Rolle in den von 187–184 v. Chr. sich hinziehenden sog. Scipionenprozessen, in denen die scipionischen Brüder beschuldigt wurden, sie hätten einen Teil der von Antiochos III. bezahlten Kriegsentschädigung und der Beute unterschlagen oder wären vom König bestochen worden. Die sachlichen Details und Chronologie dieser Prozesse sind nicht vollkommen aufgehellt worden. Hauptquellen sind ein erhaltenes Fragment des als zuverlässig eingestuften Historikers Polybios, zwei wohl aus Cornelius Nepos entlehnte Kapitel der Noctes Atticae des lateinischen Schriftstellers Aulus Gellius sowie die Darstellung des römischen Geschichtsschreibers Titus Livius. Der von Gellius zitierte Nepos schöpfte aus älterer glaubwürdiger Annalistik, sodass sein Bericht demjenigen des Polybios ebenbürtig und diesen ergänzend an die Seite tritt. Dagegen beruht Livius’ Schilderung im Wesentlichen auf dem verschollenen Geschichtswerk des unzuverlässigen römischen Annalisten Valerius Antias, der offenbar bei seiner Darstellung der Prozesse weitgehende Fälschungen vornahm.
Umstritten ist, ob Gracchus 187 oder – wie etwa der Althistoriker Friedrich Münzer annimmt – 184 v. Chr. Volkstribun war. Jedenfalls wurde Lucius Scipio während Gracchus’ Amtszeit von einem anderen Volkstribun, Gaius Minucius Augurinus, angeklagt und zur Zahlung einer hohen Strafe verurteilt, verweigerte aber die zur Sicherung der Entrichtung dieser Strafsumme geforderte Stellung von Bürgen. Als Augurinus daraufhin den Verurteilten ins Gefängnis abführen lassen wollte, rief dessen Bruder Publius Scipio die anderen Volkstribunen um Interzession an. Nur Gracchus gewährte – trotz seiner politischen Gegnerschaft zu den Scipionen – seinen Beistand und ersparte so Lucius Scipio große Schmach, indem er erklärte, es sei für den römischen Staat unwürdig, den früheren Triumphator in dasselbe Gefängnis abzuführen, wohin durch ihn die Führer der Feinde Roms gelangt waren. Dennoch ändere sich dadurch seine Parteistellung gegenüber den Scipionen in keiner Weise.
Laut Livius soll Gracchus als Volkstribun 187 v. Chr. auch Marcus Fulvius Nobilior, der für sich einen Triumph über die Aitoler forderte, gegen die anderen Volkstribunen unterstützt haben. Friedrich Münzer hält diese Episode für eine annalistische Fälschung. 185 v. Chr. begab sich Gracchus gemeinsam mit dem Konsular Quintus Caecilius Metellus und dem Prätorier Marcus Baebius Tamphilus als Gesandter nach Makedonien, um im Namen des Senats in mehreren Konflikten, die zwischen dem makedonischen König Philipp V. auf der einen, dem König Eumenes II. von Pergamon und den Thessalern auf der anderen Seite bestanden, zu vermitteln. Noch im gleichen Jahr kehrte er wieder heim. Zwei Jahre später, 183 v. Chr., erhielt Gracchus den Auftrage, mit zwei anderen Triumvirn, Quintus Fabius Labeo und Gaius Afranius Stellio, eine römische Bürgerkolonie nach Saturnia, dem Hauptort des Ager Caletranus in Etrurien, zu deduzieren. 182 v. Chr. amtierte er als kurulischer Ädil und veranstaltete in dieser Eigenschaft außerordentlich glanzvolle Festspiele. Später kritisierte der Senat anlässlich der Bewilligung der Geldmittel für die Spiele der Amtsnachfolger des Gracchus den Aufwand des Semproniers scharf und zog ähnlicher Verschwendung Grenzen. Die hohen Kosten der von Gracchus abgehaltenen Spiele hatten nämlich laut Livius’ Angabe die italischen Bundesgenossen und auswärtigen Provinzen finanziell stark belastet.

### Prätor in Spanien; Beendigung des Keltiberischen Kriegs
180 v. Chr. bekleidete Gracchus die Prätur und bekam als Provinz Hispania citerior zugewiesen. Als Nachfolger des Quintus Fulvius Flaccus sollte er dessen Krieg gegen die Keltiberer fortsetzen. Da Flaccus den Großteil seiner Streitkräfte nach Italien zurückbringen wollte, sah sich Gracchus genötigt, zuerst umfangreiche Aushebungen auf der Apenninhalbinsel durchzuführen, um eine frische schlagkräftige Armee aufstellen zu können. So kam er erst spät auf der Iberischen Halbinsel an und übernahm in Tarraco von Flaccus jenen Teil von dessen Heer, der weiter im Land stationiert blieb.
Gracchus führte den Krieg gegen die Keltiberer nicht nur in seiner Prätur, sondern auch in den beiden folgenden Jahren und brachte ihn 178 v. Chr. zum erfolgreichen Abschluss. Seine dabei vollbrachten Kriegsleistungen wurden von Anfang an übertrieben großartig dargestellt, wofür zuerst vor allem er selbst durch seine Berichterstattung an den Senat sorgte. Die von ihm gelieferte Darstellung seiner militärischen Verdienste ging in die Berichte der römischen Annalisten ein, wurde aber auch von Polybios übernommen.
Aufgrund der späten Ankunft in seiner Provinz im Jahr 180 v. Chr. vermochte Gracchus nicht mehr, wie Livius behauptet, mit seinen Truppen ins feindliche Keltiberien einzumarschieren. Allenfalls war es ihm damals – gemäß dem Bericht des Appian – möglich, den ins römische Ebro-Gebiet eingedrungenen Keltiberern, die den mit den Römern verbündeten Ort Caravis (wohl beim heutigen Magallón in der Provinz Saragossa) belagerten, entgegenzutreten. Erst im nächsten Jahr 179 v. Chr., als ihm sein Kommando verlängert und außerdem seine Truppenmacht verstärkt wurde, begann er die Kriegsoffensive. Dabei zog er am Jalón entlang und drang ins iberische Hochland vor. Zur selben Zeit stieß Lucius Postumius Albinus, der Hispania ulterior verwaltete und wohl schon in Rom mit Gracchus ein einheitliches Vorgehen gegen die Keltiberer beschlossen hatte, von Westen her gegen die Vaccäer vor.
Beim Vormarsch eroberte Gracchus mehrere von Livius namentlich aufgezählte Städte, deren Lage meist nur unsicher feststellbar ist, sowie viele kleine Orte. Zunächst nahm er Munda bei einem nächtlichen Angriff ein, ließ sich Geiseln übergeben und stationierte eine Garnison in der Stadt. Daraufhin erstürmte er mehrere keltiberische Festungen, verwüstete das umliegende Land und zog dann gegen das stark befestigte Certima, dessen Einwohner sich, als keine Aussicht auf Entsatz bestand, ergaben. Sie mussten eine hohe Kriegsentschädigung zahlen und 400 junge Adlige, die in der römischen Kavallerie dienen sollten, als Pfand für ihre Bündnistreue ausliefern. Danach wandte sich Gracchus gegen Alce, in dessen Nähe ein keltiberisches Heer lagerte. Zuerst kam es nur zu kleineren Gefechten, bis Gracchus eine Scheinflucht seiner Soldaten anordnete und so die Keltiberer, welche die Verfolgung aufnahmen, aus ihrem Feldlager fortlockte. Ihr Angriff auf das römische Lager wurde zurückgeschlagen und ihr eigenes von den Römern erobert; dabei sollen 9000 Keltiberer gefallen sein. Anschließend durchzog der Proprätor mit seinen Truppen wieder plündernd und verheerend die Umgegend und soll 103 Ortschaften zur Kapitulation gezwungen haben. Mit großer Beute beladen zog er wieder vor Alce und belagerte die Stadt, bis sie sich ergeben musste. Erneut fiel ihm große Beute in die Hände, und er gewann auch einen keltiberischen Anführer namens Thurrus für den Übertritt auf die Seite der Römer, denen Thurrus in der Folge ein loyaler Verbündeter blieb. Nach diesen Erfolgen öffnete die bedeutende keltiberische Stadt Ergavica (möglicherweise beim heutigen Cañaveruelas in der Provinz Cuenca gelegen) den Römern ihre Tore. Einige römische Annalisten gaben laut Livius an, dass sich die Keltiberer stets nach ihrer jeweiligen Unterwerfung wieder erhoben, wenn Gracchus mit seinen Truppen weitergezogen war, bis sie nach einer desaströsen Niederlage in einer großen Schlacht am Mons Chaunus (wohl der heutige 2314 m hohe Berg Moncayo) derartige Verluste erlitten hätten, dass sie nun zu einem dauerhaften Frieden bereit gewesen wären.
Doch der Krieg ging im nächsten Jahr 178 v. Chr. zunächst noch weiter. Livius’ Bericht über Gracchus’ Feldzug in diesem Jahr ist verloren, weil der Anfang des 41. Buchs seines Geschichtswerks Ab urbe condita nicht überliefert ist. Gracchus errang weitere Erfolge und soll während seiner Kriege auf der Iberischen Halbinsel laut Orosius beim ersten Feldzug 150 und beim zweiten 200 Oppida, laut Polybios insgesamt 300 keltiberische Orte und Kastelle erobert haben. Er schloss nun erst einen langfristigen Frieden mit den Keltiberern. Von deren Völkern mussten die Lusonen, Beller und Titter die römische Oberherrschaft akzeptieren; die Arevaker mit ihrer wichtigsten Stadt Numantia hatten ein Bündnis mit den Römern einzugehen. Die von Gracchus geschaffene Friedensordnung hielt im Wesentlichen 25 Jahre, ehe 154 v. Chr. ein neuer langwieriger Krieg ausbrach. Außerdem gründete Gracchus an der Stelle der Ibererstadt Ilurcis die nach ihm benannte latinische Kolonie Graccurris (wohl mit der heutigen nordostspanischen Stadt Alfaro identisch). Bei seiner Rückkehr nach Rom durfte er einen Triumph über die Keltiberer und ihre Verbündeten feiern.

### Erstes Konsulat; Niederwerfung des Aufstands auf Sardinien
Aufgrund seiner bisherigen militärischen Erfolge wurde Gracchus gemeinsam mit Gaius Claudius Pulcher für 177 v. Chr. zum Konsul gewählt. Da sich die einheimischen Stämme Sardiniens, von denen Livius die Ilienses und Balari namentlich anführt, im Aufstand befanden und die eigentlich mit der Verwaltung der Insel betrauten, sich jährlich abwechselnden Prätoren mit der Unterdrückung dieser Rebellion überfordert waren, erhielt Gracchus diese Aufgabe übertragen. Daher führte Gracchus nun Krieg auf Sardinien, und zwar nicht nur in seinem Konsulat, sondern auch noch im folgenden Jahr 176 v. Chr. als Prokonsul. Er begab sich mit einem großen Heer, das aus zwei Legionen sowie 12.000 Infanteristen und 600 Reitern der latinischen Bundesgenossen bestand, nach dem ihm als Provinz zugewiesenen Sardinien und drückte den bisherigen Statthalter dieser Insel, den Prätor von 178 v. Chr. Titus Aebutius Carus, zu seinem Gehilfen herab, Auch der 177 v. Chr. neu für die Verwaltung Sardiniens gewählte Prätor Lucius Mummius hatte, da die Insel zur konsularen Provinz erklärt worden war, gegenüber Gracchus nichts zu sagen. So bat der für 176 v. Chr. zum Prätor für Sardinien bestimmte Marcus Popillius Laenas von sich aus unter Hinweis auf Gracchus’ Kriegsführung, vom Antritt seines Amts entbunden zu werden, da ein Wechsel im Kommando der raschen Beendigung des Kriegs nicht förderlich sei; seinem Ersuchen wurde stattgegeben.
Gracchus brachte nicht nur seine Befehlsgewalt nachdrücklich zur Geltung, sondern unterwarf auch unter unerbittlichem Einsatz seiner Machtmittel und großer militärischer Machtentfaltung die revoltierenden sardischen Stämme in zwei Feldzügen. Danach hob er seine kriegerischen Erfolge in seinen Siegesberichten an den Senat stark hervor, und seine Darstellung wurde offenbar von den römischen Annalisten getreulich in ihre Geschichtswerke aufgenommen und auch von Livius tradiert. So sind Gracchus’ Angaben über die zahlreichen getöteten Feinde und erbeuteten Waffen sowie die auferlegten Leistungen bei Livius noch direkt fassbar. Anfang 175 v. Chr. kehrte Gracchus nach Rom zurück und durfte einen zweiten Triumph abhalten, in dem er eine große Zahl an Gefangenen aufführen ließ. Im Tempel der Mater Matuta am Forum Boarium weihte er 174 v. Chr. eine Triumphaltafel, auf der er eine seine Kriegstaten auf Sardinien ebenfalls gebührend würdigende Inschrift sowie bildliche Darstellungen der von ihm geschlagenen Schlachten anbringen ließ.

### Zensur; Kampf gegen die Publikanen
169 v. Chr. war Gracchus Zensor und übte diese hohe öffentliche Magistratur zusammen mit seinem ehemaligen Kollegen im Konsulat, Gaius Claudius Pulcher, aus. Seine Amtsführung als Zensor war von großer Strenge gekennzeichnet und erhöhte seinen Ruhm weiter. Gemeinsam mit Claudius Pulcher unterstützte er energisch die Aushebungen für den damaligen Krieg gegen den König Perseus von Makedonien. Beide Zensoren nahmen ferner die Lectio senatus vor, stießen mehrere Personen aus dem Senat aus und verfuhren sehr streng bei der Musterung der Ritter.
Bedeutend wurde Gracchus’ Zensur aber vor allem aufgrund seines gemeinsam mit seinem Amtskollegen ausgetragenen Kampfs gegen die mächtigen römischen Kapitalisten. Die Zensoren erregten große Unruhe, als sie beim Edikt über die Bauten und Steuern die Klausel hinzufügten, dass die Steuerpächter und Redemptoren des vorigen Lustrums in keiner Weise zu dem aktuellen zugelassen werden sollten. Um diesen harten Schlag abzuwehren, gewannen die Publikanen den Volkstribunen Publius Rutilius, einen persönlichen, durch einen früheren Konflikt bereits gereizten Gegner der beiden Zensoren, gegen deren Verordnung zu interzedieren. In der Folge kam es zu einem heftigen Kampf. Als nämlich vor den Tributkomitien über den Antrag des Rutilius, die Verpachtungen der Zensoren zu kassieren und einen neuen für jedermann zugänglichen Termin für die Verpachtungen anzusetzen, verhandelt und der Zensor Claudius mit Lärm begrüßt wurde, so ließ sich Letzterer durch seinen Herold Ruhe verschaffen. Diese Maßregel erklärte Rutilius für eine grobe Verletzung seiner tribunizischen Würde und klagte beide Zensoren vor den Zenturiatkomitien des Hochverrats an. Dabei belangte er Gracchus wegen des früheren Konflikts, der die Nichtbeachtung einer schlecht begründeten, unrechtmäßigen Interzession des Rutilius zugunsten einer seiner Freigelassenen betraf. Nun legten die Zensoren vorübergehend ihr Amt nieder. Zuerst wurde dem Zensor Claudius der Prozess gemacht. Es gelang indessen der Bemühung mehrerer angesehener Männer, namentlich aber auch Gracchus selbst, indem er sich entschieden mit seinem weniger populären und daher mehr bedrohten Kollegen solidarisch erklärte, die Volksversammlung dahin zu bringen, dass sie Claudius im September 169 v. Chr., wenn auch nur mit geringer Majorität, freisprach. Die Klage gegen Gracchus ließ Rutilius dann fallen. Zur Rache nahmen die Zensoren am Ende des Jahrs dem Rutilius, als er nicht mehr Volkstribun war, sein Ritterpferd, stießen ihn aus seiner Tribus und versetzten ihn unter die Aerarier.
Im weiteren Verlauf seiner Amtsführung kaufte Gracchus von den ihm zur Erbauung öffentlicher Anlagen zugewiesenen Geldern das Haus des verstorbenen Publius Scipio Africanus nebst einigen angrenzenden Gebäuden für den Staat an. Er ließ diese Bauten abbrechen und an deren Stelle die (vielleicht erst später) nach ihm benannte Basilica Sempronia auf dem Forum Romanum errichten. Trotz der ablehnenden Haltung seines Amtskollegen begrenzte er sodann das Stimmrecht der Freigelassenen und damit deren politischen Chancen, indem er sie – nachdem sie zuvor in alle Tribus eingedrungen waren – wieder ausschließlich in die vier städtischen Tribus einreihte. Die Strenge von Gracchus in seinem Amt als Zensor war allgemein gefürchtet, was Plutarch durch eine Bemerkung von Quintus Caecilius Metellus Macedonicus demonstriert. Demzufolge löschten die Bürger bei nächtlichen Gelagen die Lichter aus, wenn Gracchus abends als Zensor nach Hause ging, um den Eindruck zu vermeiden, dass sie über die angemessene Zeit hinaus zechten.

### Zweites Konsulat; Gesandtschaftsreisen; Nachkommen
165 v. Chr. begab sich Gracchus als Leiter einer römischen Delegation auf eine Gesandtschaftsreise nach den Staaten des hellenistischen Ostens. Er hatte die Höfe der Könige Antiochos IV. von Syrien, Eumenes II. von Pergamon, Ariarathes V. von Kappadokien wie auch die Insel Rhodos zu inspizieren, um deren Loyalität gegenüber Rom zu prüfen. Das Ergebnis seiner Inspektion war für ihn überall zufriedenstellend. Freundschaftliche Beziehungen zu den Machthabern des Ostens gingen aus dieser Reise hervor. Gracchus hatte aufgrund seiner Untersuchungen vollen Grund, um im Senat jenen Politikern entschieden entgegenzutreten, die namentlich gegen die Rhodier gern militärisch vorgegangen wären, wie auch jenen, die Eumenes II. und Antiochos IV. mit offener Feindschaft behandelt zu sehen wünschten. Wahrscheinlich hielt er damals vor den Rhodiern jene griechische Rede, die Cicero als einziges überliefertes Beispiel seiner Beredsamkeit kannte.
Zum zweiten Mal erreichte Gracchus 163 v. Chr. das Konsulat, wobei er Manius Iuventius Thalna zum Amtskollegen hatte. Er leitete wohl die Amtsgeschäfte in Rom und gegen Ende seiner Amtszeit die Wahlen der Magistrate für das folgende Jahr. Als Iuventius Thalna etwa zu diesem Zeitpunkt unerwartet auf Korsika starb, wo er gegen aufständische Eingeborene gekämpft hatte, musste ihn Gracchus im Kommando ersetzen und begab sich nach der ihm von seinem ersten Konsulat her vertrauten Insel Sardinien, die zusammen mit Korsika die römische Provinz Sardinia et Corsica bildete.
Als Wahlleiter hatte Gracchus seinem Schwager Publius Cornelius Scipio Nasica Corculum zum Konsulat des Jahres 162 v. Chr. verholfen und den Einspruch der Haruspices gegen die unter seinem Vorsitz abgehaltenen Komitien abgeschmettert. Doch nachdem Nasica zu Beginn seines Amtsjahrs 162 v. Chr. zum Heer nach Korsika abgegangen war, kamen Gracchus, der Augur war, nachträglich religiöse Bedenken über die Legitimität der Durchführung der Wahl. Nach dem Durchlesen der Auguralvorschriften gestand er ein, dass er dabei tatsächlich gegen heiliges Recht verstoßen habe, woraufhin er die Wahl für ungültig erklären ließ. Nasica und der mit ihm zum Konsul gewählte Gaius Marcius Figulus mussten ihre Ämter niederlegen. Indessen ist es fraglich, ob Gracchus’ Verhalten gegen seinen Schwager nur aus diesen religiösen Bedenken erklärbar ist.
161 v. Chr. reiste Gracchus zum zweiten Mal als Gesandter in den Orient, nachdem der seleukidische Prinz Demetrios I. Soter aus Rom nach Syrien geflohen war und dort die Herrschaft an sich gerissen hatte. Gracchus, der damals auch Rhodos berührte, sollte Demetrios im Auge behalten. Er zeigte sich dem Seleukiden durchaus wohlgesinnt und besuchte auch wieder Ariarathes V., dessen freundschaftliche Gesinnung gegenüber Rom er dem Senat bestätigte.
Nach dieser Gesandtschaftsreise wird Gracchus als Staatsmann in den erhaltenen Quellen nicht mehr erwähnt, muss aber noch etwa ein Jahrzehnt gelebt haben, da sein Sohn Gaius Sempronius Gracchus erst 153 v. Chr. geboren wurde. Er hatte die rund 30 Jahre jüngere Cornelia, eine Frau aus höchstem Adel, geheiratet. Sie war die jüngere Tochter von Publius Cornelius Scipio Africanus, dem Bezwinger Hannibals. Obwohl ein politischer Gegner Scipios, hatte Gracchus als Volkstribun dessen Bruder Lucius bei dem gegen diesen gerichteten Prozess geholfen (s. o.). Seine Eheschließung mit Cornelia fand einige Zeit nach dem Tod ihres Vaters Scipio, eventuell um 176/175 v. Chr., statt. Cornelia gebar ihrem Gatten in glücklicher Ehe 12 Kinder, abwechselnd Buben und Mädchen, von denen allerdings nur Tiberius Sempronius Gracchus der Jüngere (162–133 v. Chr.) und Gaius Sempronius Gracchus (153–121 v. Chr.) sowie eine Tochter Sempronia das Kindesalter überlebten.
Die Innigkeit des Verhältnisses von Gracchus und Cornelia wird durch ein von ihrem Sohn Gaius erzähltes Vorzeichen illustriert, das sich kurz vor Gracchus’ Tod ereignet haben soll. Demnach habe Gracchus zwei Schlangen auf dem Ehebett gefunden und deswegen die Haruspices befragt. Diese erklärten, dass das Schlangenpaar die Offenbarung der Genien des Hausherrn und der Hausdame darstelle. Es dürfe nur eine der Schlangen getötet werden, die andere sei freizulassen; würde das Weibchen getötet, wo werde Cornelia, würde aber das Männchen getötet, so werde Gracchus binnen Kurzem sterben. Da habe Gracchus beschlossen, das Männchen töten zu lassen, weil er wesentlich älter als seine Gattin war und sie ihn überleben solle; bald danach sei er gestorben. Gracchus’ Tod trat um 150 v. Chr. ein; er hatte ein Alter von knapp 70 Jahren erreicht. Seine beiden Söhne setzten sich später als Volkstribunen für Sozialreformen ein und kamen dabei beide ums Leben. Seine Tochter Sempronia vermählte sich mit Publius Cornelius Scipio Aemilianus Africanus.